# Силуан (Онер)
Митрополи́т Силуа́н (араб. المتروبوليت سلوان‎, англ. Metropolitan Silouan, в миру Амир Ханна Оне́р, фр. Amir Hanna Oner; 21 августа 1970, Латакия) — епископ Антиохийской православной церкви, митрополит Британский и Ирландский.

## Биография
С юности трудился в православной молодёжном движении.
В 1989—1994 годы обучался Тишринском университете в Латакии, который окончил со степенью в области машиностроения. В 1995—2000 годы обучался в Богословском институте святого Иоанна Дамаскина, который окончил со степенью магистра богословия.
В 2000 году был рукоположён в сан священника с возведением в сан архимандрита, после чего служил священником и проповедником в приходе города Латакия.
В 2001—2003 годы служил президентом Центра молодёжного православного движения в Латакии.
В 2005—2010 годы обучался на богословском факультете Университета Аристотеля в Салониках, который окончил со степенью доктора в области богословия, этики и гомилетики.
По возвращении из Греции вновь служил клириком Латакийской митрополии.
30 мая 2015 года Патриархом Антиохийским Иоанном X был назначен настоятелем Патриаршего монастыря святого Георгия в Аль-Хумаире в Долине Христиан (Сирия).
24 июня 2015 года решением Священного Синода Антиохийского Патриархата избран митрополитом Британских островов и Ирландии
30 августа 2015 года в Монастыре святого Георгия в Аль-Хумаире был рукоположён во епископа Британских островов и Ирландии. Хиротонию совершили: Патриарх Антиохийский Иоанн Х, митрополит Эммесский Георгий (Абу-Захам), митрополит Аркадийский Василий (Мансур), митрополит Бострский Савва (Эсбер), митрополит Багдаский и Кувейский Гаттас (Хазим), епископ Дарагийский Моисей (Хури), епископ Ниниевийский Афанасий (Фахд), епископ Паниадский Димитрий (Шарбак), епископ Пиргский Илия (Туме), епископ Селевский Ефрем (Маалули) и епископ Эмиратский Григорий (Хури).
28 ноября 2015 года Патриарх Антиохийский Иоанн X в Соборе святого Георгия на Redhill Street возглавил интронизацию митрополита Силуана.
Одной из своих основных задач во главе Британской и Ирландской митрополии он считал создание нового православного монастыря. В ноябре 2018 года основал мужскую монашескую общину — братство во имя святых славных и первоверховных апостолов Петра и Павла. Новой православной монашеской общине было разрешено поселиться в монастыре Святого Антония и Святого Катберта.